# Kiritimati
Kiritimati (ook Christmaseiland of Kersteiland genoemd) is een atol dat gelegen is in de centrale Grote Oceaan in de noordelijke Line-eilanden. Het atol is onderdeel van de Republiek van Kiribati. Het eiland is het grootste atol ter wereld: 642 vierkante kilometer. Kiritimati beslaat ruim 70% van de totale oppervlakte van de archipel, die bestaat uit 33 atollen.  De hoofdstad van het eiland is Londen, maar de grootste nederzetting is Tabwakea.

## Geschiedenis
Kiritimati werd op 24 december 1777 door Kapitein James Cook ontdekt. Kiritimati is de Kiribatische verbastering van 'Christmas'. Kiribatisch is de enige taal die op het eiland wordt gesproken.

## Geografie
Er zijn momenteel vier dorpen op het eiland:
| Rangschikking | Dorp                  | Bevolking (census 2005) |
| ------------- | --------------------- | ----------------------- |
| 1             | London                | 1829                    |
| 2             | Tabwakea              | 1881                    |
| 3             | Banana (Banana Wells) | 1170                    |
| 4             | Poland                | 235                     |
| 5             | Paris (ruïne)         | -                       |
|               | Kiritimati            | 5115                    |

## Natuur
Op het eiland is de Christmas-Islandkarekiet (Acrocephalus aequinoctialis) te vinden. Deze vogel is endemisch en komt dus nergens anders voor.

## Trivia
- Door de ligging op de aarde (vlak ten westen van de internationale datumgrens, die hier helemaal rond Kiribati buigt zodat er binnen datzelfde land geen tijdsverschil van 24 uur is) wordt op Kiritimati als eerste ter wereld Nieuwjaar gevierd. De dagwisseling vindt er namelijk plaats om 11:00 uur CET.[1] (Opmerkelijk is dat de Line-eilanden die onderdeel zijn van de Republiek Kiribati, zich bevinden in de vroegste tijdzone ter wereld: UTC+14. Dat betekent dat de kloktijd er dezelfde is als die op Hawaï, maar dan een dag later.)